# Bernard Law
Pour les articles homonymes, voir Law.
Bernard Francis Law, né le 4 novembre 1931 à Torreón au Mexique et mort le 20 décembre 2017 à Rome, est un cardinal américain de l'Église catholique romaine. 

## Biographie
Bernard Law a été archevêque à Boston de 1984 jusqu'à sa démission le 13 décembre 2002 à la suite du scandale d'abus sexuels commis par certains prêtres de l'Église catholique romaine dans son archidiocèse, à la suite d'une enquête du journal The Boston Globe.

### Formation
Après avoir étudié à l'université Harvard à Cambridge, Bernard Law entre au séminaire à Los Angeles puis poursuit ses études dans l'Ohio.

### Prêtre
Bernard Law est ordonné prêtre le 21 mai 1961 pour le diocèse de Natchez-Jackson dans le Mississippi par le cardinal Egidio Vagnozzi.
Au début de son ministère, il est responsable du journal diocésain.

### Évêque
Nommé évêque de Springfield-Cape Girardeau dans le Missouri le 22 octobre 1973, Bernard Law est consacré le 5 décembre suivant.
Le 11 janvier 1984, il devient archevêque de Boston dans le Massachusetts.

#### Abus sexuels dans l'archidiocèse de Boston
En avril 2002, après que le Boston Globe révèle publiquement la dissimulation par le cardinal Law (et son prédécesseur le cardinal Humberto Medeiros)
Bernard Law est alors confronté au scandale des prêtres pédophiles sur lequel il avait fermé les yeux,.
Le 8 mai 2002, il est convoqué au procès au civil du prêtre pédophile John Geoghan, pour expliquer son traitement de l'affaire. Il est critiqué pour avoir déplacé le prêtre de paroisse en paroisse le laissant toujours en contact avec des enfants. Il s'en défend, mais la pression populaire, associative et médiatique et l'opposition au sein de son clergé le poussent à reconnaître sa part de responsabilité, à partir pour Rome  et à présenter sa démission de la charge d'archevêque au pape, qui l'accepte le 13 décembre 2002.
Le 27 mai 2004, il a été nommé archiprêtre de la basilique Sainte-Marie-Majeure par Jean-Paul II, charge qu'il conserve jusqu'au 21 novembre 2011, quelques semaines après son quatre-vingtième anniversaire.

### Cardinal
Bernard Law est créé cardinal par Jean-Paul II lors du consistoire du 25 mai 1985 avec le titre de cardinal-prêtre de S. Susanna.
Au sein de la curie romaine, il est membre de la Congrégation pour les Églises orientales, de la Congrégation pour le culte divin et la discipline des sacrements, de la Congrégation des évêques, de la Congrégation pour l'évangélisation des peuples, de la Congrégation pour le clergé, de la Congrégation pour les Instituts de vie consacrée et les Sociétés de vie apostolique, de la Congrégation pour l'éducation catholique et du Conseil pontifical pour la famille.
Il prend part au conclave de 2005 qui élit le pape Benoît XVI. Il atteint la limite d'âge le 4 novembre 2011 ce qui l'empêche de prendre part aux votes du conclave de 2013 qui voit l'élection du pape François.
Il meurt à Rome le 20 décembre 2017.

## Positions
Au cours d'un synode dans les années 1980, Bernard Law recommande la création d'un catéchisme universel à la suite du concile Vatican II, ce qui mène à la publication du catéchisme de l'Église catholique.